# 榊原政敦
榊原 政敦（さかきばら まさあつ）は、江戸時代中期から後期にかけての大名。越後国高田藩の第2代藩主。官位は従四位下・式部大輔。榊原家10代当主。

## 略歴
先代藩主・榊原政永の次男。寛政元年（1789年）、父の隠居により家督を相続した。文化7年（1810年）家督を長男の政令に譲って隠居した。
文政2年（1819年）死去、享年65。奥州領5万石余を頸城郡公儀領と交替することに成功した。

## 脚注

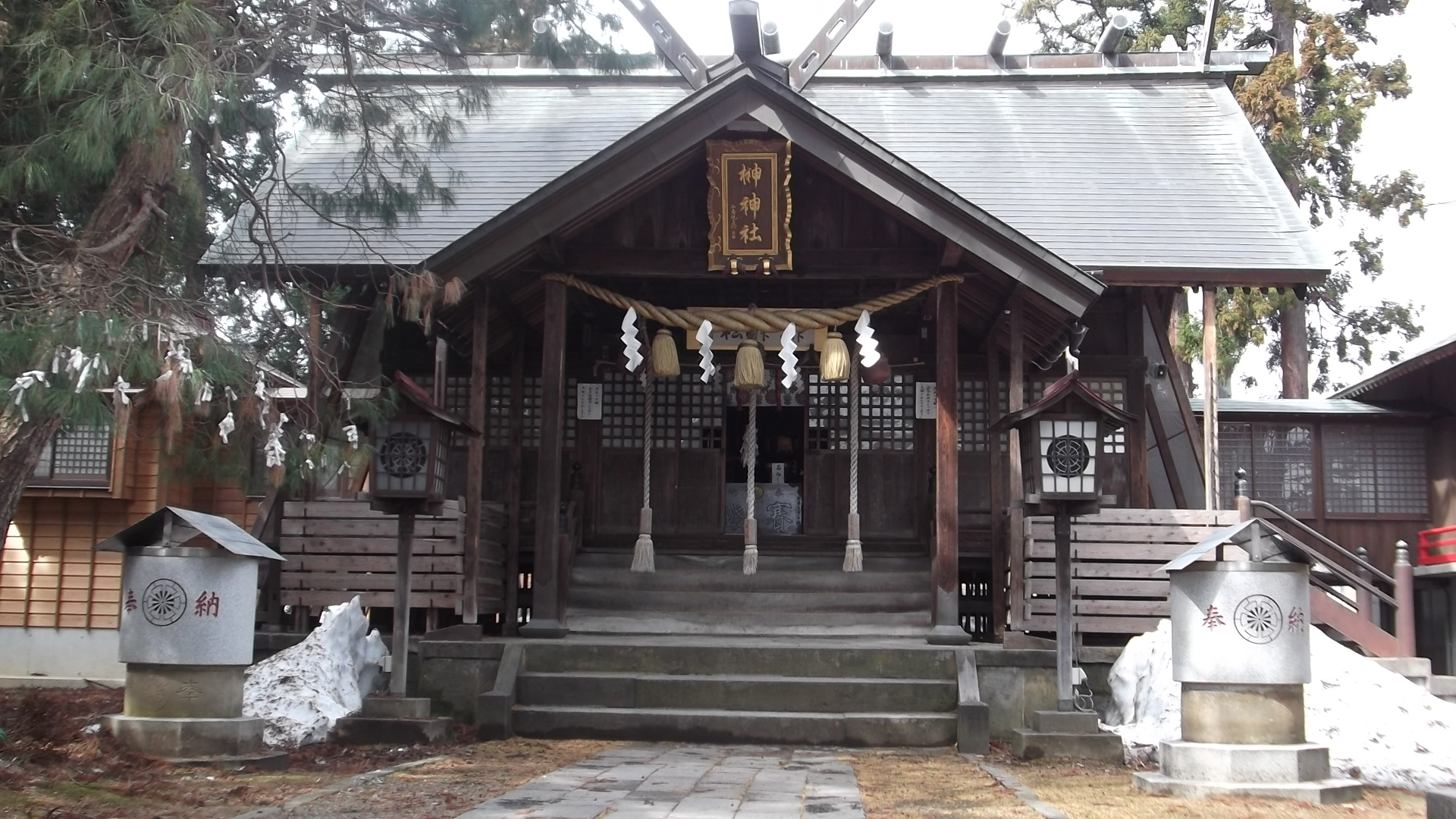
越後高田藩主・榊原家を祀る榊神社（さかきじんじゃ）［新潟県上越市］

## 系譜
父母
- 榊原政永（父）
- 園（母） - 堀田正亮の娘

正室
- 尚、勝姫 - 池田宗政の娘

側室
- 象（きさ）の方、三宅氏

子女
- 榊原政令（長男） 生母は象の方
- 石河貞大（次男） 生母は象の方
- 有馬徳純（四男）
- 本多忠知正室